# Chivaenius
Chivaenius (лат.) — род жуков-карапузиков из подсемейства Saprininae (Histeridae).

## Распространение
Пустыни Средней Азии. 

## Описание
Мелкие жуки-карапузики, тело овальной формы, выпуклое, длина около 3 мм. От прочих Saprininae отличается утолщёнными терминальными члениками нижнегубных и нижнечелюстных щупиков с широкой сенсорной областью, а также уплощёнными передними голенями и отсутствием простернальных латеральных бороздок. Глаза мелкие. Специализированные псаммофилы.

## Виды
- Chivaenius kryzhanovskii Olexa, 1980 (Хива, Узбекистан)